# 长期记忆

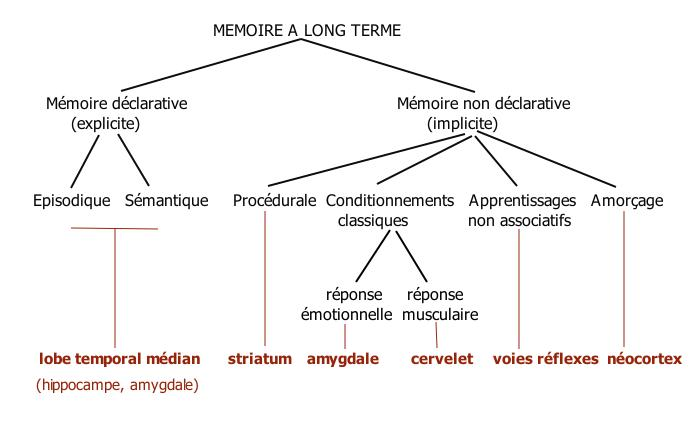

长期记忆是能够保持几天到几年的记忆。它与工作记忆以及短期记忆不同，后二者只保持几秒到几小时。生物学上来讲，短期记忆是神经连接的暂时性强化，生理上的结构是反响回路（reverberatory circuit），而通过巩固后、可变为长期记忆。

## 类别
根据Tulving的多重记忆系统理论，长期记忆分为内隐记忆和外显记忆。内隐记忆又可以称为程序性记忆，外显记忆又可以称为陈述性记忆。陈述性记忆包括语义记忆和情景记忆。
程序性记忆:关于如何做一件事情的记忆。
陈述性记忆:关于一些具体的事情和情形的记忆。
语义记忆:关于世界的一般知识和规律的记忆。
情景记忆:关于某一个时空中的事件和情景的记忆。
内隐记忆:一种无法在正常意识中表现出来,但通过一些手段可以测量的记忆。对内隐记忆的研究是20世纪90年代的研究热点。

## 提取和编码方式
长时记忆的信息提取形式有回忆和再认两种。加工的深度对记忆的效果有很大的影响。
此外，短期記憶主要由聲碼所構成，而長期記憶以意碼為主要。

## 遗忘的原因
对于遗忘的原因有以下几种说法：
- 衰退说：认为记忆痕迹如果不巩固强化会随着时间推移变浅至消失。

- 干扰说：认为外界刺激的干扰导致记忆无法顺利提取出来。其中包括前摄抑制和后摄抑制。

- 压抑说：这是佛洛伊德精神分析法提出的一种说法，认为人通常不愿意回忆那些给自己带来创伤的经历。以至这类型的记忆会受到压制而无法回忆。

- 提取失败说：有人把人脑比作一个图书馆。记忆就是从图书馆里取书的过程。如果没有线索找不到书，图书就会就会隐身在图书馆无法看到，这就好比遗忘。遗忘是找不到合适的提取线索而发生的。

## 形成長期記憶的方法
為了形成長期記憶，有數種可能的策略可將記憶內容由短期記憶移至長期記憶區。
1. 善用編碼：因為長期記憶以意碼為主，因此有意義的內容將有助於形成長期記憶。欲使短期記憶的內容產生意義，則需與舊有知識產生聯結 (編碼)，使內容與舊有知識產生掛勾，被賦予新的意義的舊有知識，更容易被置於長期記憶中。若無法在舊有知識中找到與新資訊相類同的訊息，則可以利用『聯想法』，將新資訊建構出意義，以幫助記憶。例如：背誦八國聯軍是哪八個國家時，使用各國的諧音“餓的話，每日熬一鷹”（俄德法美日奧意英）。如此背誦可以利用聯想法將新資訊置入長期記憶中。
2. 善用複習：人類的記憶力並不佳，德國心理學家艾賓浩斯的研究成果遺忘曲線表明，多數人現下讀的書，在二十分鐘之後只記得其中六成，到了隔天更是只記得其中的三成。但之後遺忘的速度較為趨緩，到了一個月後還能記得其中的兩成。可見，對『記憶』而言，第一天是記憶的關鍵時刻。研究發現，如果在閱讀後的九小時之內對閱讀的內容做一次複習，則可以有效提昇長期記憶量。

另外，睡眠被認為是形成良好结构的长期记忆的必要的因素。